# Suspans

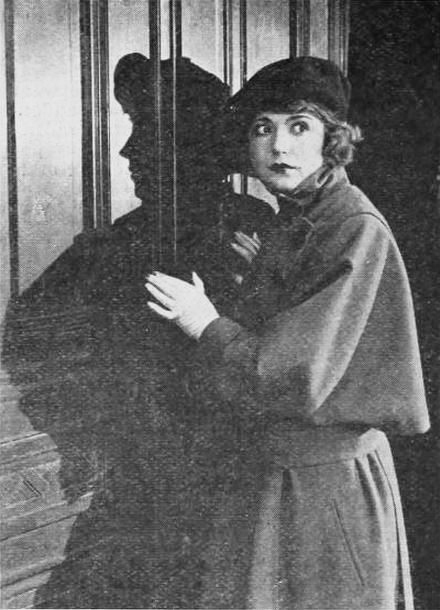
Un cadru din filmul Suspans (1919).

Suspansul (din engleză suspense) este o stare de anxietate sau de surescitare cauzată de existența unui mister, a unei incertitudini, a unei îndoieli sau a unei nehotărâri⁠(d). Într-o creație narativă, suspansul este așteptarea surescitată a publicului cu privire la derularea acțiunii sau la apariția unui conflict⁠(d) (care poate fi intensificată de un moment violent, de o scenă stresantă, de o enigmă, de un mister etc.), datorită faptului că afectează un personaj simpatizat⁠(d) de public. Cu toate acestea, suspansul nu aparține exclusiv narațiunilor.

## În narațiuni
Suspansul este un dispozitiv narativ major pentru asigurarea și menținerea interesului în creațiile literare, dramaturgice, cinematografice și de televiziune. El poate fi de mai multe tipuri: în unele situații rezultatul este incert și suspansul constă în aflarea răspunsului la întrebarea cine, ce sau cum, pe când în alte situații rezultatul este inevitabil ca urmare a evenimentelor anterioare, iar suspansul constă în așteptarea cu anxietate sau cu frică a publicului a răspunsului la întrebarea când. Cititorii simt suspansul atunci când sunt foarte curioși cu privire la ce se va întâmpla în continuare sau când știu ce se va întâmpla, dar nu știu cum se va întâmpla. Chiar și în lucrările de ficțiune istorică⁠(d), cu personaje ale căror povești de viață sunt binecunoscute, suspansul este provocat de obicei de aflarea motivului.
Un accesoriu al suspansului este prefigurarea⁠(d), așa cum sugerează indiciile cu privire la criza națională sau la revoluție din romanul Casa spiritelor (1982) al Isabelei Allende.

### Exemple
- În tragedia Oedip rege a lui Sofocle (429 î.Hr.), suspansul este obținut prin cunoașterea faptului că Oedip însuși l-a ucis pe Laius, tatăl său. În timpul piesei, spectatorii, conștienți că Oedip va face în cele din urmă această descoperire, împărtășesc incertitudinile și temerile eroului în timp ce urmărește adevărul propriului său trecut.[10]
- În povestirea „Jean-ah Poquelin” (1875) a lui George Washington Cable, cititorul vrea să afle cauza mirosului ciudat și a dispariției inexplicabile a unui frate.[11]
- În romanul Pudd'nhead Wilson⁠(d) (1895) al lui Mark Twain, cititorul așteaptă să afle rezultatul schimbării unui copil negru cu un copil alb.[12]
- În romanul A Gathering of Old Men⁠(d) (1983) al lui Ernest J. Gaines⁠(d), cititorul așteaptă hotărârea instanței într-un proces de crimă.[13]

## Paradoxul suspansului
Unii autori au încercat să explice „paradoxul suspansului” astfel: o tensiune narativă care rămâne eficientă chiar și atunci când dispare incertitudinea, deoarece publicul cunoaște exact, ca urmare a repetiției, cum se va încheia povestea. Unele teorii presupun că publicul care cunoaște exact ce se va întâmpla este extrem de rar, deoarece, în cazul repetiției, sunt uitate de obicei mai multe detalii ale poveștii și apare un interes nou din cauza acestor goluri în memorie; altele susțin că incertitudinea rămâne inclusiv în cazul poveștilor relatate deseori, deoarece, în timpul imersiunii în lumea ficțiunii, publicul uită ceea ce știe sau se așteaptă ca lumea ficțională să arate la fel ca lumea reală, unde repetarea exactă a un eveniment este imposibilă.
Poziția lui Robert Yanal este mai radicală și postulează că tensiunea narativă care rămâne eficientă ca urmare a repetiției ar trebui deosebită în mod clar de suspansul autentic, deoarece incertitudinea face parte din definiția suspansului. Baroni propune numele de rappel pentru acest tip de suspans a cărui emoție se bazează pe capacitatea publicului de a anticipa clar ceea ce urmează, o precogniție care este deosebit de plăcută pentru copiii care se confruntă cu basme cunoscute. Baroni adaugă că un alt tip de suspans fără incertitudine poate apărea ocazional ca urmare a contradicției între ceea ce știe cititorul despre viitor (cunoaștere) și ceea ce dorește (dorință), mai ales în cazul tragediei, când protagonistul moare în cele din urmă sau eșuează (suspense par contradiction).